# Mediocalcar uniflorum
Mediocalcar uniflorum är en orkidéart som beskrevs av Rudolf Schlechter. Mediocalcar uniflorum ingår i släktet Mediocalcar och familjen orkidéer. Inga underarter finns listade i Catalogue of Life.